# Ancheta (film din 1980)
Ancheta este un film românesc din 1980 regizat de Constantin Vaeni. Rolurile principale au fost interpretate de actorii Mircea Albulescu, Remus Mărgineanu, George Motoi și Silvia Popovici.

## Distribuție
- Mircea Albulescu — Vlad, activist superior de partid cu experiență din anii ilegalității, președintele comisiei de anchetă
- Remus Mărgineanu — procurorul Țonea, persoana însărcinată cu cercetarea cauzelor exploziei și pedepsirea vinovaților
- George Motoi — ing. Șerban Stamatescu, proiectantul șef al cazanului kauper 4 al furnalului nr. 3 de la Combinatul Siderurgic de la Galați
- Silvia Popovici — dr. Irina Stamatescu, soția lui Șerban
- Ion Caramitru — ing. Paul Blejan, șeful echipei de constructori care a montat subansamblele la furnalul nr. 3
- Gheorghe Cozorici — prof. univ. Popovici, bătrânul profesor al ing. Stamatescu, membru al comisiei tehnice de expertiză
- Ion Roxin — prof. univ. Cazacu, membru al comisiei tehnice de expertiză
- Gheorghe Șimonca — ing. Romulus Pascu, șeful Serviciului Protecția Muncii de la Combinatul Siderurgic de la Galați
- Ion Săsăran — Tudor, prim-secretarul Comitetului Județean Galați al PCR
- Cornel Coman — Albu, directorul ICMS București (uzina constructoare a subansamblelor)
- Ștefan Moisescu — Matei, directorul Combinatului Siderurgic de la Galați, membru al Comitetului Județean de Partid
- Dana Bezedovschi — Andreea Vlad, fiica activistului Vlad, violonistă (menționată Dana Tălpășanu-Bezedovschi)
- Radu Ionescu — Bogdan, fiul ing. Stamatescu, practicant de polo pe apă
- Eugen Popescu — fratele ing. Blejan
- Victorița Dobre-Timonu — vânzătoarea de la magazinul de pâine (menționată Victorița Dobre Timonu)
- Gabriela Lupaș — soția activistului Vlad
- Mircea Stoian
- Ion Albu
- Mircea Gogan
- Octavian Fulger
- Mircea Valentin Ionescu
- Angela Chiuaru — văduva cazangiului Filip
- Bogdan Șerban
- Bujor Macrin
- Dumitru Gheorghiu
- Constantin Anghel
- Ion Niciu — directorul școlii (nemenționat)

## Primire
Filmul a fost vizionat de 1.420.670 de spectatori în cinematografele din România, după cum atestă o situație a numărului de spectatori înregistrat de filmele românești de la data premierei și până la data de 31 decembrie 2014 alcătuită de Centrul Național al Cinematografiei.